# Incinta o... quasi
Incinta o... quasi (Labor Pains) è un film televisivo del 2009 diretto da Lara Shapiro, con protagonista Lindsay Lohan. Il film è stato trasmesso da ABC Family il 19 luglio 2009, mentre il DVD è stato distribuito il 4 agosto dello stesso anno.
In Italia il film è stato trasmesso da Sky Cinema il 5 gennaio 2010.

## Trama
Thea Clayhill, rischia di perdere la sua posizione di lavoro come segretaria in una casa editrice, e per evitare ciò inventa la scusa di essere incinta e così il suo capo decide di evitare il licenziamento.
Thea farà di tutto per cercare di non far scoprire il suo gran segreto, arrivando ad affezionarsi alla sua stessa bugia vista la solidarietà e il cameratismo che tutti le dimostrano.